# Belfius Art
 (octobre 2014).
Si vous disposez d'ouvrages ou d'articles de référence ou si vous connaissez des sites web de qualité traitant du thème abordé ici, merci de compléter l'article en donnant les références utiles à sa vérifiabilité et en les liant à la section « Notes et références ».
Belfius Art est un concours organisé par Belfius Banque en collaboration avec les organisations faîtières de l’enseignement artistique à temps partiel Codibel (het comité van directeurs beeldende kunst) et ADEAP (l’Association des Directeurs de l'Enseignement des Arts plastiques et de Promotion socio-culturelle). Il s’adresse aux étudiants plasticiens des académies belges qui organisent l’enseignement artistique à temps partiel.

## Historique
Organisé pour la première fois en 1970, le concours « Trait-Couleur-Volume » a connu 11 éditions. Ce concours s’adressait à de jeunes peintres, dessinateurs et sculpteurs talentueux. Après quelques années d'interruption, un projet plus modeste, « Axion Art », qui donnait la possibilité aux jeunes artistes d'exposer leurs œuvres au Passage 44 durant les mois d'été, a vu le jour en 1998 à la demande des académies.
En 2004, la banque est revenue à la formule du concours, associée désormais à une exposition. Organisé dans chaque région du pays, ce concours entend offrir aux jeunes adultes âgés entre 18 et 35 ans un forum pour exprimer leur créativité, mais aussi mettre en exergue l’importance des académies et l’excellent travail qu’elles fournissent[Interprétation personnelle ?].
C’est en 2010 que le projet « Culture pour Tous » voit le jour. Ce concours y trouve sa place notamment en raison de son ancrage local et de son accessibilité à tous.
Depuis 2011, le concours est scindé en deux parties : une sélection régionale, suivie d'une sélection nationale. Cette séparation requiert une grande implication des académies, directement responsables de la 1re sélection réalisée dans les régions.  2012 a été une année charnière. Si les sélections régionales et nationales ont été maintenues, le nom du concours est devenu « Belfius Art », et plus aucune limite d’âge n’est désormais imposée pour le concours et l’exposition !

## Déroulement actuel du concours
Le concours se déroule en deux parties, une sélection régionale et une sélection nationale.
Une première épreuve de sélection est organisée au niveau régional. Un jury de professionnels sélectionne les artistes parmi les différentes propositions des académies (maximum 10 artistes par région, maximum 50 au total). En début d’année, une exposition est généralement organisée dans chaque région (en Flandre, durant la période du  "dag van het DKO").
Ensuite, les artistes sélectionnés participent au concours national. Leurs œuvres sont illustrées dans un catalogue et sont exposées dans les immeubles bruxellois de Belfius Banque. Un jury national examine ces œuvres et sélectionne deux lauréats Belfius Art.
Les lauréats sont proclamés à l’occasion du vernissage de l’exposition. Ils sont récompensés par une somme d’argent et peuvent continuer à compter sur le soutien de Belfius pour la suite de leur carrière[évasif]. Les académies des lauréats se voient elles aussi récompensées et reçoivent le « Prix de l’Académie » pour avoir encouragé leurs étudiants grâce à leur enthousiasme et engagement permanent.
Lors du vernissage, le nom du gagnant du « Prix du Personnel » de l’édition précédente est en outre communiqué. L’œuvre retenue est de nouveau exposée, et son auteur se voit remettre un prix. 
Chaque visiteur reçoit le catalogue reprenant les œuvres.

## Lauréats Belfius Art 2013
- Premier prix[2] : 
- Alexandra Cool - The time being - Installation - Academie Beeldende Kunst van de Vlaamse Gemeenschap (RHOK) Etterbeek
- Deuxième prix ex aequo:
- Nick Proot - Superhuman Portaits of congenital phenomena - Photographie - Academie voor Beeldende Kunst Gent[3]
- David Clément[4] - Voies du silence - Sérigraphie - Académie des Beaux-Arts de Watermael-Boitsfort

## Lauréats Belfius Art 2012
- Patrick Couder[5] - Chinoiseries - Pointe sèche - Academie voor Beeldende Kunsten, Etterbeek
- Régine Riou[6] - Nell et la robe, Le linge, Un jour de grand vent - Photographies argentiques au sténopé - Académie des Beaux-Arts Alphonse Darville, Charleroi